# 埃玛·戴克
埃玛·戴克（英語：Emma Dyke，1995年6月30日—），新西兰女子赛艇运动员。她曾代表新西兰参加2016年和2020年夏季奥林匹克运动会赛艇比赛，其中2020年奥运会获得一枚银牌。